# Paul Sperling (Pädagoge, 1605)
Paul Sperling (* 9. November 1605 in Hamburg; † 27. April 1679 in Kiel) war ein deutscher evangelisch-lutherischer Theologe, Pädagoge und Hochschullehrer. Er war einer der Gründungsprofessoren der Christian-Albrechts-Universität.

## Leben
Paul Sperling war der jüngere Sohn von Paul Sperling (1560–1633), dem Rektor der Gelehrtenschule des Johanneums zu Hamburg. Der Mediziner Otto Sperling war sein älterer Bruder.
Er besuchte das Johanneum und das Akademische Gymnasium in Hamburg. Schon im Alter von 15 Jahren wurde er 1620 an der Universität Rostock immatrikuliert. Erstmals Respondent einer Disputation war er 1623 in Hamburg unter Vorsitz von Bernhard Werenberg. Neben philosophischen und theologischen Studien betrieb er auch umfassende geschichtliche Studien. Zum Studium der orientalischen Sprachen besuchte er von 1627 an mehrere holländische Universitäten. Nach seiner Rückkehr nach Hamburg hielt er hier private Disputationen.
Die ihm vom Hamburger Senat angebotene Nachfolge in der Professur seines Vaters am Akademischen Gymnasium lehnte er ab. Stattdessen unternahm er eine weitere Studienreise durch Dänemark, Holland, Frankreich und England. 1633 beauftragte ihn Herzog August II. von Braunschweig-Wolfenbüttel, die Erziehung und den Unterricht seines ältesten Sohnes Rudolf August zu leiten.
1635 übernahm Paul Sperling die Stelle als Rektor der Fürstenschule und Pastor der Klosterkirche Bordesholm. Er war bald dafür bekannt, dass er „sein Schulregiment mit grösster Strenge führte“. Ein herzogliches Reskript verpflichtete ihn zur Mäßigung. 1643 wurde er zugleich Propst des herzoglichen Anteils von Holstein. Als im Jahre 1665 die Fürstenschule in Bordesholm zugunsten der neu gegründeten Universität Kiel geschlossen wurde, zog Sperling nach Kiel. Neben Petrus Musaeus und Christian Kortholt erhielt er die dritte Professur der Theologischen Fakultät. Er lehrte Biblische und Kirchliche Altertümer sowie „geistliche Beredtsamkeit“ (Homiletik). Zweimal wöchentlich hielt er Predigtübungen in der Heiligengeistkirche, der Kirche des Kieler Klosters. 1666 wurde er mit einer Dissertation über ein damaliges Streitthema, den Exorzismus bei der Taufe, zum Dr. theol. promoviert. Im Akademischen Jahr 1669/70 war er Prorektor der Universität. Daneben behielt er die Propststelle bei.
Seit 1643 war er verheiratet mit Agnetha Catharina, geb. Fabricius (1626–1694), einer Tochter des Generalsuperintendenten Jacob Fabricius des Jüngeren, mit der fünf Kinder hatte. Johann Rist verfasste eine Gratulationsschrift zur Hochzeit. Paul Sperling wurde in der Klosterkirche Bordesholm beigesetzt. Sein Grabstein mit lateinischer Inschrift befand sich im mittleren Chor.

## Werke
- Discursuum Historico-Politicorum ... / In Gymnasio Hamburgensi publice propositus. Praeside M. Bernhardo Werenbergio ... 9: Usum Praeceptionum Politicarum In Quaestionibus Partim Topoligicis, Partim Pragmaticis patefaciens. Hamburg 1623
- Disputatio Inauguralis De Antiquissimo Exorcismi In Baptismo Ritu, Nequaquam Temere multo minus tumultuarie vel reiiciendo, vel abrogando. Kiel: Reumann 1666 (Digitalisat)
- Summarischer Außzug Des jenigen/ Was der Christlichen Jugend in ihrem Christenthumb Zu gläuben/ Und vor erst Zu wissen und zu lernen am nöthigsten seyn möchte: In einem Hand-Büchlein zusamen verfasset und gedrucket. Kiel: Reumann 1671
- (Hrsg.) Basilii Magni Homilia, Continens Descriptionem Ebrietatis, atque omnium malorum, quae ebrietatem & ebrios comitantur : Cum eiusdem Generis pluribus tam ex Graecis, quam Latinis Scriptoribus Ebrietatis Descriptionibus & Accusationibus. Kiel: Reumann 1675 (Digitalisat)